# Бет Мозес
Наталі Бет Мозес (англ. Natalie Beth Moses) — американська астронавтка, також головний інструктор для учасників космічних польотів і менеджерка програми інтер'єрів для програми Virgin Galactic SpaceShipTwo. Вона була першою жінкою, яка здійснила космічний політ на комерційно запущеному апараті VSS Unity VF-01, що відбувся 22 лютого 2019 року.

## Кар'єра
Наталі Бет Стаббінгс виросла в Нортбруку, штат Іллінойс, і відвідувала середню школу Glenbrook North High School. Вона отримала ступінь бакалавра (1992) і магістра (1994) з аеронавігаційної та астронавтичної інженерії в Школі аеронавтики та астронавтики Університету Пердью і була *старшим інженером у проєктному офісі NASA/JSC EVA. Ще студенткою, вона проводила дослідження матеріалів у параболічному польоті.
Вона працювала в NASA як менеджер зі складання Міжнародної космічної станції (МКС), де керувала глобальною програмою випробувань на людині, яка проєктувала, розробляла та перевіряла механізми виходу у відкритий космос, які використовуються для складання та обслуговування станції. Пізніше Мозес приєдналася до Virgin Galactic, де почала працювати головним інструктором для астронавтів і менеджером програми інтер'єрів
Під час першого свого космічного польоту 22 лютого 2019 року вона стала першою особою, яка брала участь у суборбітальній місії, яка, як відомо, розстебнула лямки та почала плавати в кабіні в рамках своєї роботи, оцінюючи враження для майбутніх пасажирів. За результатами цієї місії Федеральна авіаційна адміністрація нагородила її Крилами комерційного астронавта.
Бет Мозес брала участь у шести комерційних космічних польотах:
- VSS Unity VF-01. 22 лютого 2019 року. У місії брали участь три особи: два пілоти і єдиною пасажиркою була Бет Мозес. Місія тривала 26 хв і досягла висоти 89,99 км.
- Virgin Galactic Unity 22. 11 липня 2021. Два пілоти і чотири пасажири. Висота 86182 м.
- Virgin Galactic Unity 25. 25 травня 2023. Два пілоти, інструктор (Бет Мозес) і три пасажири. Висота 87200 м.
- Galactic 02. 10 серпня 2023. Два пілоти, інструктор (Бет Мозес) і три пасажири. Висота 88,5 км.
- Galactic 03. 8 вересня 2023. Два пілоти, інструктор (Бет Мозес) і три пасажири. Висота 88,56 км.
- Galactic 04. 6 жовтня 2023. Два пілоти, інструктор (Бет Мозес) і три пасажири. Висота 87,4 км.

Загалом Бет Мозес пробула у космосі 1 годину 13 хвилин 15 секунд.